# Elektrodialýza
Elektrodialýza je elektromembránová separační metoda, která se využívá v úpravě vody. Hlavní aplikací je příprava pitné vody odsolováním mořské vody, tato metoda je zde alternativou k destilaci a reverzní osmóze. Principem je migrace iontů v elektrickém poli mezi katodou a anodou. Do cesty jsou iontům střídavě postaveny polopropustné ionexové membrány, které propouštějí selektivně pouze kationty (katexové membrány) nebo anionty (anexové membrány).
Komerční elektrodialyzéry obsahují stovky membrán. Kationt migruje směrem ke katodě, pokud narazí na katexovou membránu, může jí projít, ale následující anexová membrána je pro něj nepropustná. V opačném směru migrující aniont touto membránou projde, ale katexová membrána je pro něj nepřekonatelná. "Past", ve které se oba ionty setkají, je nazývána koncentrátový oddíl. Upravovaná voda je tak zbavována iontů, které se hromadí v koncentrátových oddílech. Oddíly, kde dochází k odsolení upravované vody, se nazývají diluátové oddíly. Zvláštní význam mají i oddíly mezi elektrodou a membránou, elektrodové oddíly, které jsou promývány vhodnými roztoky elektrolytů.
Tato metoda je vhodná pro odsolování koncentrovaných roztoků. Cílovou koncentrací solí je většinou úroveň pitné vody, tj. vodivost okolo 300 µS/cm. Pro dosažení velmi nízké koncentrace iontů v roztoku (nízké vodivosti), odpovídající například destilované nebo demineralizované vodě, by bylo nutno vynaložit příliš velké množství elektrické energie.